# Klein Hehlen
Pour les articles homonymes, voir Hehlen et Groß Hehlen.
Klein Hehlen est un village de la commune allemande de Celle, dans l'arrondissement de Celle, Land de Basse-Saxe.

## Histoire
Klein Hehlen est incorporé immédiatement dans la ville adjacente de Celle par décret en 1939. Le quartier se situe au nord-ouest du centre-ville.

## Patrimoine
- L'église Saint-Boniface est construite en 1657 comme chapelle de cimetière sur le Harburger Berg. Entre-temps, elle sert d'église de garnison de 1758 à 1902. 300 ans après sa construction, le bâtiment à colombages est reconstruit sur son emplacement actuel en 1957. La chaire donnée par le duc Christian-Louis de Brunswick-Lunebourg en 1659 est transférée à Großburgwedel en 1690[1].
- Villa Steinberg

## Infrastructures

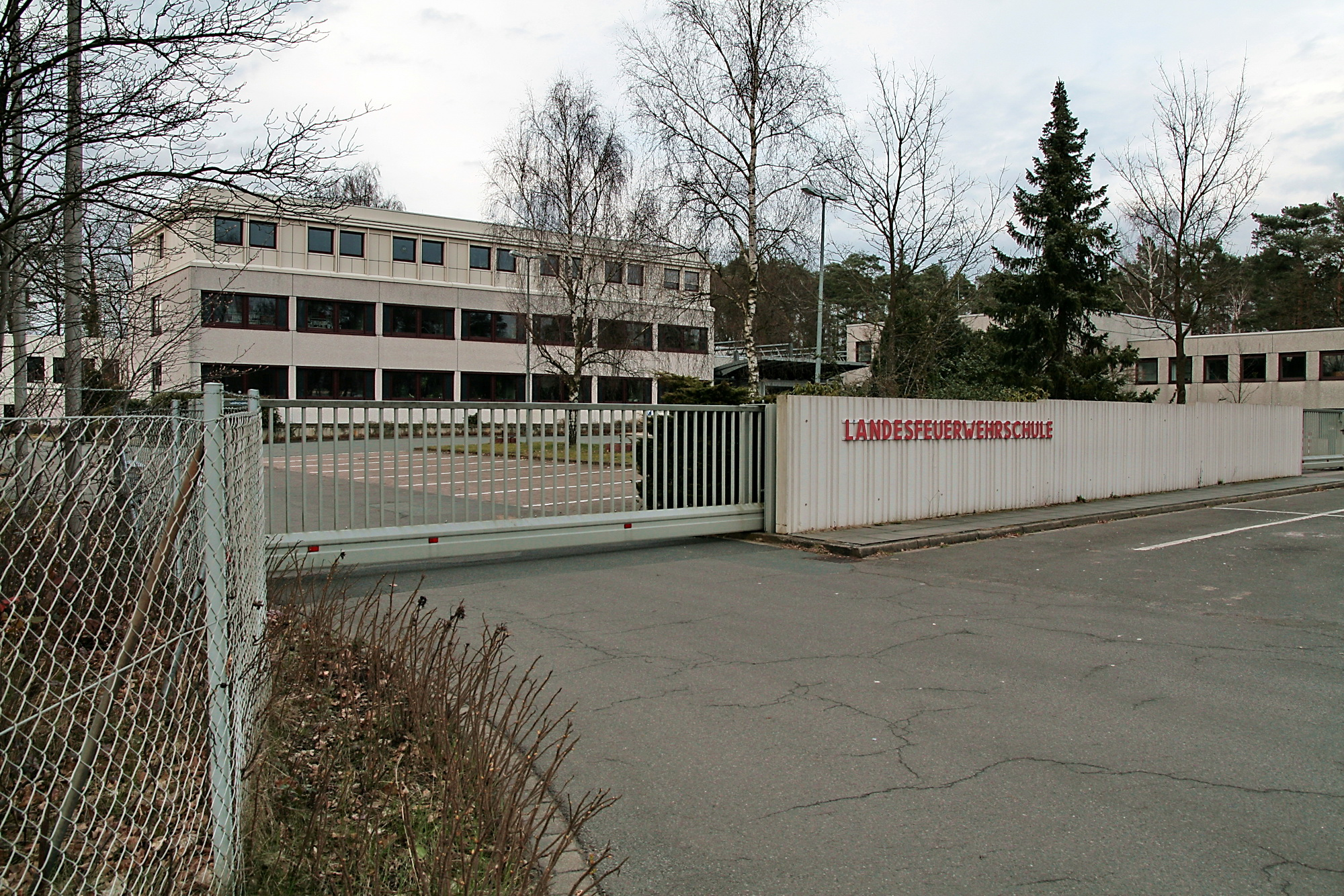
École des pompiers

- L'école des pompiers de Celle, fondée en 1931, est située à Klein Hehlen. Aujourd'hui, l'Académie de Basse-Saxe pour la protection contre les incendies et les catastrophes avec une capacité de 160 places de cours est une institution de droit public, avec des tâches de formation et de formation continue pour les membres des services d'incendie volontaires, professionnels, obligatoires et d'usine.
- En face se trouve le service d'entretien routier de Celle, qui est responsable du contrôle et de l'entretien des routes ainsi que du service hivernal pour l'arrondissement de Celle.

## Source, notes et références
- (de) Cet article est partiellement ou en totalité issu de l’article de Wikipédia en allemand intitulé « Klein Hehlen » (voir la liste des auteurs).

1. 1 2 3  (de) « Klein Hehlen », sur Celle (consulté le 7 août 2020)